# Стручна библиотека Војномедицинске академије у Београду
Стручна библиотека Војномедицинске академије у Београду налази се у оквиру Института за научне информације. Поред санитетског архива део је Одељења за библиотечку и архивску делатност.

## О почецима рада стручне библиотеке Војномедицинске академије
У старијим штампаним изворима стручне библиотеке Института за научне информације Војномедицинске академије (ВМА), почеци њеног рада датирају од 1930. године и везују се за библиотеку Војнохигијенског завода који је у то време био центар медицинске едукације. Почетни фонд од око 660 књига настао је прикупљањем примерака са одељења и из библиотека војносанитетских комитета и Управе Војне болнице. Поклоном Санитетског одељења Министарства војске и морнарице књижни фонд се увећава за око 100 нових наслова. Набавка преко Санитетске управе вршена је у 2 примерка, један увек за одељења на којима се формирају прве приручне библиотеке. Из овог периода сачуван је знатан број старих и ретких књига, као што су Војнолекарска писма из 1872. и Историја српског војног санитета из 1880. и 1886. др Владана Ђорђевића, Ратна санитетска служба др Михаила Марковића из 1890. Већина стручне медицинске литературе била је на немачком језику. Библиотека је примала око 90 наслова иностраних стручних часописа из медицине, и то путем размене за Војносанитетски гласник, а највише из Немачке и Аустрије. 
У часопису у издању Института цитиран је говор тадашњег управника Главне војне болнице, др В. Поповића, који наводи да се, подизањем нових спратова Главне војне болнице, на другом спрату, 1937. «уређује велика болничка библиотека».
Пред сам Други светски рат библиотека је располагала књижним фондом од 2450 књига. Иако погођена последицама рата као Централна војно-медицинска библиотека, у марту 1945. gодине, од Врховног штаба НОВ и ПОЈ преузима известан број стручних медицинских књига. 
У октобру 1961. године издаје се Наредба о инвентарисању библиотечког фонда ради преласка у тадашњи Институт за војномедицинску документацију. Уз редакцију Војносанитетског прегледа и са библиотеком у његовом саставу, створени су услови за почетак рада данашњег Института. 
Идејни творац Института и први главни и одговорни уредник Војносанитетског прегледа био је Гојко Николиш. Најзначајније личности везане за примену биомедицинске науке у раду библиотеке и подизању значаја њене улоге у санитетском образовању су Инес Веслај Танасковић и Олга Поповић Калембер.
Библиотека и читаоница су биле смештене у згради старе Војномедицинске академије у Пастеровој улици на Врачару.
- Улаз у просторије стручне библиотеке на старој ВМА
- Просторије стручне библиотеке на старој ВМА
- Читаоница стручне библиотеке на старој ВМА

Од 1981. налази се у оквиру савременог здања ВМА на Бањици.
Стручна библиотека ИНИ ВМА, поред санитетског архива, у оквиру Одељења за библиотечку и архивску делатност, данас обавља библиотечко-информациону делатност за потребе стручног и научно-истраживачког рада запосленик на ВМА. Оснивањем Медицинског факултета Универзитета одбране библиотека је добила нову улогу и корисничку популацију. Своје услуге из области биомедицинске информатике пружа и корисницима из грађанства. У свом раду ослања се на штампане и дигиталне изворе информација. На линку ВМА, на страници Института за научне информације, (Едукација, Научно-истраживачки рад), постављена је мултимедијална презентација о стручној библиотеци ИНИ ВМА.
- Крило савременог здања ВМА где се налазе библиотека и читаоница стручне библиотеке ИНИ
- Улаз у стручне библиотеке на новој ВМА
- Читаоница стручне библиотеке на новој ВМА